# Distretto di Hankha
Il distretto di Hankha (in thailandese: หันคา) è un distretto (amphoe) della Thailandia, situato nella provincia di Chainat.